# Just Dance Best Of
Just Dance Best Of è un videogioco musicale sviluppato per Wii e pubblicato da Ubisoft. È stato distribuito in Europa il 29 marzo 2012.
Appartiene alla serie Just Dance ed è molto simile a Just Dance 3, solo che non è presente lo shop e gli sbloccabili. La meccanica di gioco è uguale a quella dei giochi precedenti: il giocatore impugnando il solo Wii Remote tenta di imitare tutte le mosse del ballerino che appare nello schermo ricevendo punti a seconda dei movimenti svolti.

## Canzoni
Il gioco comprende 23 brani tratti da Just Dance, Just Dance 2, Just Dance 3 e 2 tracce esclusive: Airplanes (B.o.B feat. Hayley Williams) e Only Girl (in the World) (Rihanna). Di seguito la tabella con tutte le canzoni del gioco:
| Titolo                                          | Artisti                                                 | Estrapolato da |
| ----------------------------------------------- | ------------------------------------------------------- | --- |
| Acceptable in the 80s                           | Calvin Harris                                           | Just Dance |
| Airplanes                                       | B.o.B (featuring Hayley Williams)                       | Just Dance 3 (Edizione Speciale, più nota come Special Edition o semplicemente SE, solo versione NTSC, cioè americana, giapponese o spagnola, non è purtroppo disponibile nella versione PAL, cioè europea, di Just Dance 3) |
| Alright                                         | Supergrass                                              | Just Dance 2 |
| Baby Don't Stop Now                             | Anja                                                    | Just Dance 3 |
| Baby girl                                       | Reggaeton                                               | Just Dance 2 |
| Barbie Girl                                     | Countdown Dee's Hit Explosion                           | Just Dance 2 Extra Songs |
| Cosmic Girl                                     | Jamiroquai                                              | Just Dance 2 |
| Dagomba                                         | Sorcerer                                                | Just dance 2 |
| Down By The Reverside                           | The Reverend Horatio Duncan & Amos Sweets               | Just dance 2 Extra Songs |
| Fame                                            | Irene Cara                                              | Just Dance |
| Firework                                        | Katy Perry                                              | Just dance 2 Extra Songs |
| Futebol Crazy                                   | The World Cup Girls                                     | Just dance 2 Extra Songs |
| Hey Ya!                                         | OutKast                                                 | Just Dance 2 |
| I Like to Move it (radio mix)                   | Reel 2 Reel feat. The Mad Stuntman                      | Just Dance |
| Jai Ho! (You Are My Destiny)                    | A R.Rahman, The Pussycat Dolls feat, Nicole Scherzinger | Just Dance 2 Extra Songs |
| Katti Kaland                                    | Bollywood                                               | Just Dance 2 |
| Kung Fu Fighting (Dave Ruffy/Mark Wallis Remix) | Carl Douglas                                            | Just dance 2 Extra Songs |
| Mambo No 5. (A Little Bit of Monika)            | The Lemon Cubes                                         | Just Dance 2 Extra Songs |
| Move Your Feet                                  | Junior Senior                                           | Just Dance 2 |
| Mugsy Baloney                                   | Charleston                                              | Just Dance 2 |
| Only Girl (in the World)                        | Rihanna                                                 | Just Dance 3 (Edizione Speciale, più nota come Special Edition o semplicemente SE, solo versione NTSC, cioè americana, giapponese o spagnola, non è purtroppo disponibile nella versione PAL, cioè europea, di Just Dance 3) |
| Rasputin                                        | Boney M.                                                | Just Dance 2 |
| Satisfaction (Isak Original Extended)           | Benny Benassi                                           | Just Dance 2 |
| Toxic                                           | The Hit Crew                                            | Just Dance 2 |
| U Can't Touch This                              | Groove Century                                          | Just Dance |